# Hermann Franz Braumann
Hermann Franz Braumann (getauft 6. Januar 1686 in Aachen; † 1. April 1750 ebenda) war Schöffe und Bürgermeister der Reichsstadt Aachen.

## Leben
Hermann Franz Braumann wurde am 6. Januar 1686 in Aachen getauft. Seine Eltern waren der Schöffe Johann Albert Braumann (* zwischen 1624 und 1638, † 1717) und dessen Frau Anna Dorothea von Freins-Nordstrand († 1741).
Wann Hermann Franz Braumann zum Schöffen gewählt wurde, ist nicht überliefert. 1712 trat er in die Sternzunft ein, die Standesvertretung der Aachener Schöffen. 1715 ist er das erste Mal urkundlich als Schöffe bezeugt. 1716, 1718 und 1720 wurde er jeweils für ein Jahr zum Schöffenbürgermeister gewählt, die letzten beiden Perioden zusammen mit dem Bürger-Bürgermeister aus den Reihen der Zünfte Peter Dahmen.
Verheiratet war Hermann Franz Braumann mit Maria Theresie von Ropertz († 1746). Aus dieser Ehe ging der spätere Schöffe Friedrich Anton von Braumann (1719–1760) hervor.
Anscheinend ist Hermann Franz Braumann zugunsten seines Sohnes, der am 25. November 1749 als Schöffe vereidigt wurde, vom Schöffenamt zurückgetreten, nachdem er aus unbekannten Gründen auch schon vorher jahrelang nicht mehr an den Sitzungen der Schöffen teilgenommen hatte.
Hermann Franz Braumann starb am 1. April 1750 und wurde am 3. April begraben.